# حارة محمود (الشيخ عثمان)

تعديل مصدري - تعديل

حارة محمود هي إحدى حارات حي أول مايو الواقع بمديرية الشيخ عثمان التابعة لمحافظة عدن، بلغ تعداد سكانها 3092 نسمة حسب تعداد اليمن لعام 2004.